# Mammut americanum
Mastodonte d'Amérique, Mastodonte américain
Espèce
Synonymes
- Elephas americanus Kerr, 1792[1]
- Mammut americanum (Kerr, 1792)[1]
- Mammut americanus (Kerr, 1792) (préféré par BioLib)[1]
- Mastodon americanus (Kerr, 1792)[1]

Mammut americanum, le Mastodonte d'Amérique ou Mastodonte américain, est une espèce de mammifères de la famille des Mammutidae (les Mastodontes ; ordre des Proboscidiens). Cette espèce a vécu en Amérique du Nord d'environ 3,7 millions d’années à 10 000 ans avant le présent. Elle s’apparente à Mammut borsoni, un mastodonte européen qui vivait il y a 3 millions d’années.

## Historique
En 1739, une expédition envoyée de Montréal en Louisiane et dirigée par Charles III Le Moyne fait halte le long de la rivière Ohio et y trouve des ossements. En 1792, Robert Kerr est le premier à décrire le Mastodonte américain sous le protonyme Elephas americanus. En 1799, Georges Cuvier décrit aussi cette espèce.

## Description
Mammut americanum était une espèce imposante, de 2 à 3 m de haut, pour une longueur de 4,5 m. Ses défenses relativement droites étaient de plus de 2 m chacune. Une de ses caractéristiques principales était la forme de ses molaires mamelonnées qui présentaient des cuspides très prononcées, recouvertes d'émail épais et formant des sillons profonds, qui permettait à l’animal de se nourrir d’une variété d’espèces végétales, dont les herbes, mousses, buissons et branches.

## Aire géographique
Il s’agissait d’une espèce abondante, comme en témoignent les nombreux fossiles trouvés en Alaska, au Mexique central, et ce de la côte Est à la côte Ouest des États-Unis. Ses prédateurs étaient le Chat des cavernes (Homotherium serum) pour les juvéniles, et les Hommes modernes, à partir de leur arrivée sur le continent américain, au Paléolithique supérieur.